# Дзенґлево
Дзенґлево (пол. Dzięglewo) — село в Польщі, у гміні Сохачев Сохачевського повіту Мазовецького воєводства.
Населення — 286 осіб (2011).
У 1975-1998 роках село належало до Скерневицького воєводства.

## Демографія
Демографічна структура станом на 31 березня 2011 року:
|          | Загалом | Допрацездатний вік | Працездатний вік | Постпрацездатний вік |
| -------- | ------- | ------------------ | ---------------- | -------------------- |
| Чоловіки | 141     | 28                 | 100              | 13                   |
| Жінки    | 145     | 37                 | 86               | 22                   |
| Разом    | 286     | 65                 | 186              | 35                   |